# Minsheng Bank Building

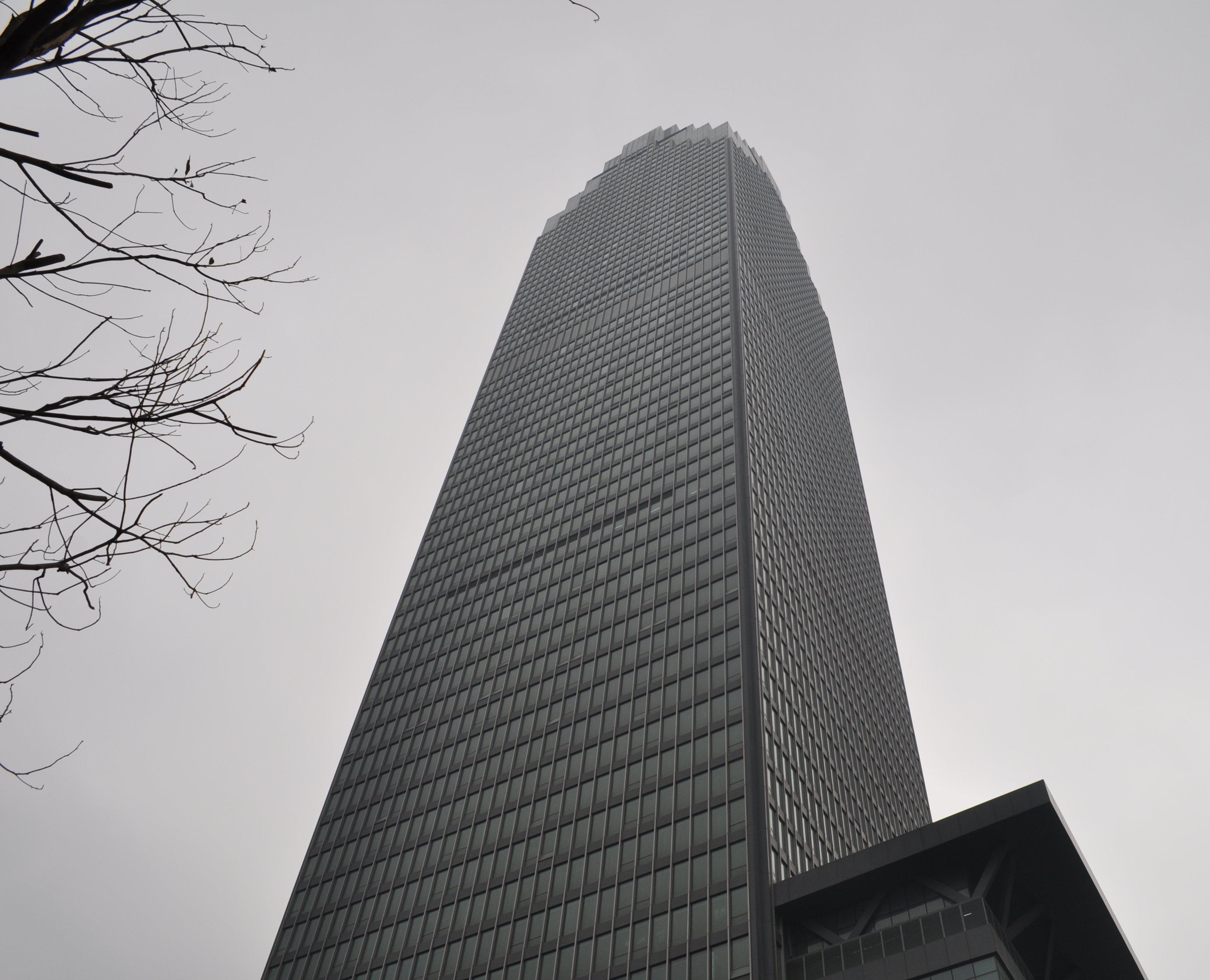
Blick von unten

Minsheng Bank Building oder Wuhan International Securities Building ist der Name eines 331 Meter hohen Wolkenkratzers in der chinesischen Stadt Wuhan. In dem Gebäude, welches auch als China People’s Bank Building bekannt ist, sind auf 68 Etagen Büros untergebracht. Das Gebäude erreichte im April 2006 seine volle Höhe und wurde damit das achtzehnthöchste Gebäude der Welt und wurde schließlich 2007 vollendet.
Während die Bauarbeiten 2001 mit dem Ausheben der 14 Meter tiefen Fundamente begann, 2007 war die Fertigstellung. Anhand verschiedener Quellen war die Vollendung wohl schon für 2005 geplant, weshalb es zu Verzögerungen kam, ist aber unklar.
Die höchste Etage liegt auf einer Höhe von 237,5 Metern, den Rest bildet eine abgestufte Spitze.